# Kohnova vila (Staré Splavy)
Kohnova vila (někdy psáno též Villa Kohn) je funkcionalistická vila ve Starých Splavech u Máchova jezera v okrese Česká Lípa. 

## Historie
Objekt čp. 123 se nachází ve Starých Splavech, ve vilové čtvrti Lázeňský vrch. Podle vlastního návrhu si ji na přelomu dvacátých a třicátých let 20. století nechal postavit, jako svou soukromou rodinnou rezidenci, jeden z nejvýznačnějších pražských židovských meziválečných architektů Otto Kohn, autor např. pražského obytného komplexu Molochov na Letné, bratr Karla Kohna, a mj. také biologický otec režiséra Miloše Formana. Po Kohnově emigraci do USA v roce 1938 a záboru Sudet byla vila Třetí říší arizována, po druhé světové válce ji odkoupila soukromá osoba, která ji vlastní dodnes. 

## Architektura
Jedná se o dvoupatrovou funkcionalistickou stavbu obdélníkového půdorysu. Architektonický návrh domu se drží konceptu funkcionalismu: forma sleduje funkci. Objekt má přísně pravoúhlé tvary, pro vilu je charakteristická kombinace hladkých omítaných ploch a detailů, fasáda je hladká a prosta jakýchkoliv dekorací. Okna jsou rozmístěna nepravidelně, neboť odpovídají funkci jednotlivých prostor domu. Nápadným prvkem, který kontrastuje s uhlazenou formou stavby, je kamenná podezdívka z pískovcových kvádrů, typických pro zdejší stavby. 

## Současnost
Vila v nedávné době[kdy?] prošla částečnou rekonstrukcí; bylo přidáno nevhodné třetí patro. Objekt není památkově chráněn a není přístupný veřejnosti. 